# Daugbjerg Kalkgruber
Daugbjerg Kalkgruber beliggende 6 kilometer syd for Stoholm og 16 kilometer vest for Viborg, er Danmarks ældste kalkmine. Der brydes dog ikke længere kalk i gruberne, der i stedet anvendes til lagring af ost og andre levnedsmidler samt som turistattraktion.

## Historie
Kalkformationen blev til for 60 millioner år siden, og allerede for næsten 1000 år siden begyndte man i området at bryde kalk til mørtel, først i åbne brud, men senere også i form af gruber. Kalken blev hugget og båret ud ved håndkraft. I 1600-tallet brugte
Jens Langkniv og hans folk gruberne som tilflugtssted, men da der ikke var mere kalk at finde, blev gruberne glemt.
I 1922 blev de genfundet af nogle drenge, der legede i skoven, og i 1951 blev området, inklusiv gruberne fredet.

## Natur
Kalken i området ligger højt i jordlagene, da det er blevet skubbet opad af en saltdiapir, der ligger nedenunder. Gruberne i Daugbjerg og det nærtliggende Mønsted ligger i et kuperet skovterræn, og de er tilholdssted for tusindvis af flagermus. Gruberne er et af Europas vigtigste overvintringssteder for flagermus, og blandt de 5 arter, der overvintrer, findes også den sjældne damflagermus.
Et område på omkring 12 ha omkring Daugbjerg kalkgruber er fredet Dybdal Skov og Daugbjerg Kalkminer blev fredet i 1951 – og i 2003 .

## Kultur
Daugbjerg Kalkgruber er privatejet og er nu indrettet som turistmål. En hel del af minegangene er offentligt tilgængelige, men der er også områder, der er afspærrede, idet de anvendes til modning af levnedsmidler, der har brug for det. Det drejer sig især om ost, men også pølser og vin modner i den konstante temperatur og luftfugtighed.
I de offentligt tilgængelige områder er der forskellige udstillinger om minearbejdet, Jens Langkniv og geologiske emner.